# Haimo de Halberstadt
Haimo ou Haymo (em latim: Haymo Halberstatensis; 778 – 27 de março de 853) foi um monge beneditino germânico que serviu como bispo de Halberstadt e se destacou como escritor.

## Biografia
Não se conhece a data exata e nem o local do nascimento de Haymo, apenas que ele entrou na Ordem de São Bento em Fulda ainda jovem e lá estudou com o celebrado Rábano Mauro. Os seguiram juntos para o Mosteiro de São Martinho em Tours para estudar com o grande Alcuíno.
Depois de uma breve estadia lá, os dois voltaram para a casa beneditina em Fulda e lá passaram a maior parte da vida anterior às suas elevações à dignidade episcopal. Haymo tornou-se conselheiro do mosteiro, como se prova pelos registros de suas transações, que ainda existem. É provável que, dada a sua grande erudição, tenha também lecionado teologia na escola do mosteiro, mas não há provas disso.
Haymo estava vivendo havia pouco tempo num mosteiro beneditino em Hersfeld, possivelmente como abade, quando, nas últimas semanas de 840, foi nomeado bispo de Halberstadt. Ao saber da promoção, Rábano deu-lhe um longo conselho, na forma de uma obra chamada "De Universo" dividida em 22 livros, para ajudá-lo no cumprimento de suas novas obrigações.
Seguindo as sugestões de Rábano, Haymo ficou distante da corte do rei Luís, o Germânico, não se meteu nos assuntos de estado, pregou muito e viveu apenas para o bem-estar de sua diocese. A única reunião pública que ele compareceu foi o Concílio de Mogúncia, realizado em 847, que objetivava manter os direitos e imunidades eclesiásticas intocados.
Haymo morreu em 27 de março de 853.

## Obras
Não há dúvidas que Haymo de Halberstadt foi um escritor muito prolífico, embora diversas delas, principalmente as homilias de Haimo de Auxerre, tenham sido incorretamente atribuídas a si. A maior parte das genuínas são cometários sobre as Escrituras, sendo que as seguintes foram publicadas:
- "In Psalmos explanatio" - sobre os salmos;
- "In Isaiam libri tres" - sobre Isaías, em 3 volumes;
- "In XII Prophetas" - sobre os livros proféticos;
- "In Epistolas Pauli omnes" - sobre as epístolas paulinas;
- "In Apocalypsim libri septem" - sobre o Apocalipse de João, em sete volumes.

Como seria de se esperar dos métodos exegéticos de sua época, Haymo não é um comentarista original e simplesmente repete ou ajunta as explicações escriturais que encontra nas obras patrísticas à sua disposição. Como piedoso monge e fiel observador das recomendações de Rábano, escreve quase que exclusivamente sobre os sentidos moral e místico do texto sagrado.
Ele é também o autor de uma "Epitome" da "História Eclesiástica" de Eusébio, de um grande número de sermões e de uma obra espiritual, "De amore coelestis patriae".
Suas obras foram publicadas nos volumes 116 a 118 da Patrologia Latina de Migne.

## Atribuição
- "Haymo" na edição de 1913 da Enciclopédia Católica (em inglês).  Em domínio público.